# Кулиева, Джаннат Баба кызы
Джаннат Баба кызы Кулиева (азерб. Cənnət Baba qızı Quliyeva; 1927, Джеватский уезд — ?) — советский азербайджанский хлопковод, Герой Социалистического Труда (1948).

## Биография
Родилась в 1927 году в селе Харабакенд Джеватского уезда Азербайджанской ССР (ныне село Кырмызыкенд Нефтечалинского района).
С 1944 года колхозница, с 1945 года звеньевая, с 1973 года бригадир колхоза имени Нариманова Нефтечалинского района. В 1947 году получила урожай египетского хлопка 62,7 центнера с гектара на площади 3,02 гектаров.
Указом Президиума Верховного Совета СССР от 19 мая 1948 года за получение высоких урожаев хлопка в 1947 году Кулиевой Джаннат Баба кызы присвоено звание Героя Социалистического Труда с вручением ордена Ленина и золотой медали «Серп и Молот».
Активно участвовала в общественной жизни Азербайджана. Член КПСС с 1954 года.
С 2002 года президентский пенсионер.